# Völgyes (Szlovénia)
Völgyes (szlovénül: Dolina) falu Szlovéniában, Muravidéken, Pomurska régióban. Közigazgatásilag Battyándhoz tartozik.

## Fekvése
Muraszombattól 9 km-re északra, a Vendvidéki-dombság (Goričko) területén a Veliki-patak partján  fekvő völgyben szétszórtan fekszik. A völgy mélyén szántók, rétek, a lejtőkön szőlőültetvények erdők találhatók.

## Története
A falutól keletre emelkedő hegyen a Duga Gomila nevű helyen valószínűleg már a római kor előtt is település állt.
A falu első írásos említése 1355-ben "Dolonia" alakban történt. 1356-ban és 1364-ben "Dolina", 1386-ban és 1403-ban "Dolyna" néven említik.
A Nádasdi nemzetség birtoka volt. 1355-ben a falu birtokosa a Nádasdiak Oszkai ágához tartozó Miklós megölte testvérét Bekét. Ezért Frankay Miklós zágrábi püspök kérte a királytól a testvérek Oszkó, Nagy-Mákva, Mihalócz, Dolina, Bokrács és Ivanócz falvakban levő részeit. A nemzetség Nádasdy és Darabos ágainak csak 1364-ben sikerült egyezség révén visszaszerezni örökségükből Ivanócz, Bokrács és Dolina falvakat.
1403-ban a hűtlen Nádasdy Tamás, nádasdi Darabos András és János birtokait, köztük Dolinát a Széchyek kapták Zsigmond királytól. 1462-ben a falut Nádasdy László kezén találjuk. 1486-ban nádasdi Darabos Gergely a település puszta részeit a molnári Püspök Domonkos fia Lászlónak  adta át.
Az 1627-es egyházi vizitáció szerint a falu a Széchy és Batthyány családok birtoka, az akkor még evangélikus Szent Benedek plébániához tartozik, melynek plébánosa Rakicsányi Mihály. Az 1698-as vizitáció szerint a faluban 23 fő élt, a felnőttek katolikusok és evangélikusok, viszont minden gyermek katolikus. Ebből arra lehet következtetni, hogy ekkor már megtörtént a rekatolizáció. A számos azonban vélhetően nem valósak, mivel sokan eltitkolták evangélikus vallásukat.
Vályi András szerint " DOLINA. Tót falu Vas Vármegyében, birtokosai külömbféle Urak, lakosai katolikusok, fekszik a’ Tótsági járásban, határja soványas, harmadik Osztálybéli."
Fényes Elek szerint " Dolina, vindus falu, Vas vgyében, 150 evang. lak., iskolával, a gr. Batthyáni családé."
Vas vármegye monográfiája szerint " Völgyes, 41 házzal és 245 r. kath. és ág. ev. vallású, vend lakossal. Postája Battyánd, távírója Muraszombat. Lakosainak fele már magyarul is beszél." Ez utóbbi nyilván nagyfokú magyarosodásra utal, ami a vidéken zajló magyarosítás eredménye, amelynek legnagyobb hatása az evangélikus lakosságnál érezhető. Névmagyarosítás eredményeként lett a falu nevéből, Dolinából Völgyes. A helyzet változott az első világháború után, attól kezdve az emberek már visszatértek eredeti vend nyelvükre.
1910-ben 239, túlnyomórészt szlovén lakosa volt. A trianoni békeszerződésig Vas vármegye Muraszombati járásához tartozott. 1919-ben átmenetileg a de facto Mura Köztársaság része lett, majd a Szerb–Horvát–Szlovén Királysághoz csatolták, ami 1929-től Jugoszlávia nevet vette fel. 1941-ben átmeneti időre ismét Magyarországhoz tartozott, 1945 után visszakerült jugoszláv fennhatóság alá. 1991 óta a független Szlovénia része. 2002-ben 199 lakosa volt. Lakói főként Muraszombatra járnak dolgozni, így a falu mezőgazdasági jellegét fokozatosan elveszíti. Többségük ma is evangélikus, akik a battyándi plébániához tartoznak.

## Nevezetességei
A falu temetőjében álló 19. századi fa haranglába védett kulturális emlék.